# Kerst Hofman
Kerst Hofman (Leeuwarden, 4 april 1984) is een Nederlandse voetballer. Als 21-jarige mocht hij in 2005 debuteren onder Roy Wesseling, die in hem al snel tot basisspeler maakte. Hij zag in hem een echte beuker die ook scorend vermogen had.
Hofman kwam na een tijdje in een dip terecht, een terugslag in zijn zo voortvarend gestarte betaaldvoetballoopbaan. Op 3 maart speelde hij zijn laatste wedstrijd van het seizoen 2005-2006. Het seizoen daarop deed Wesseling in zijn laatste halfjaar als trainer van Cambuur slechts eenmaal een beroep op Hofman: op 15 december mocht hij in blessuretijd invallen voor Joris van Rooijen tijdens de met 2-1 gewonnen thuiswedstrijd tegen RBC Roosendaal.
Na het ontslag van Wesseling gloorden er echter nieuwe kansen voor de jonge middenvelder. Het interim-trainersduo Gerrie Schouwenaar en Wim de Ron liet hem begin april in de basis starten tegen MVV en hij behield zijn positie op het middenveld in de daaropvolgende wedstrijden. In 2008 vertrok hij naar amateurclub Harkemase Boys.
| Seizoen | Club               | Wedstrijden | Doelpunten | Competitie     |
| ------- | ------------------ | ----------- | ---------- | -------------- |
| 2005/06 | Cambuur Leeuwarden | 25          | 2          | Eerste divisie |
| 2006/07 | Cambuur Leeuwarden | 6           | 0          | Eerste divisie |
| Totaal  |                    | 31          | 2          |                |